# 服部智恵子
服部 智恵子（はっとり ちえこ、1908年12月25日 - 1984年3月30日）は、日本のバレリーナ、バレエ指導者である。第二次世界大戦前から日本のバレエ界で活躍し、日本バレエ協会の初代会長に就任した。夫は新国立劇場舞踊部門初代芸術監督などを務めた島田廣（しまだ ひろし）。

## 生涯
帝政ロシア時代のウラジオストクで、毛皮を扱う貿易商・服部重毅とロシア人の母の娘として生まれた。最初は社交ダンスを学んでいたが、その後バレエに魅せられて、サンクトペテルブルクにあるロシア帝室バレエ学校でアンナ・パブロワと同窓生だったポーランド人男性のリュージンスキーに師事してクラシック・バレエの教えを受けた。なお、師匠にあたるリュージンスキーは宝塚少女歌劇団でバレエマイスターとしてバレエを指導するために1923年（大正12年）に来日して、同年9月25日から10月24日まで花組でバレエ『コスモポリタン』を、1924年（大正13年）1月1日から同月31日まで花組でバレエ『リーラ號の難破』を、1924年10月1日から10月31日まで月組にてバレエ『ジプシーライフ』を創作・演出・振付などを担当したが、日本に来てから約1年後に逝去した。リュージンスキーの亡骸は神戸市の外人墓地に埋葬された。
1917年にロシア革命が勃発して服部家は全財産を失う結果となり、父も病に倒れた。1925年に日本へ引き上げることになって、エリアナ・パヴロワの率いるバレエ団に入団した。当時生活に困窮していた服部は、この時にパヴロワが給与を保証してくれたことを今でも感謝していると後年述べている。ロシア語が堪能だった服部は、終生日本語が上達しないままだったパヴロワをよく補佐していた。バレエ団ではキャラクテールとして活躍していたが、地方公演中に父の訃報が届き、一時バレエから身を引くことになった。ロシア人男性との子を妊娠したことから、父の知人である実業家の笹田数雄と18歳で結婚し、笹田の子として繁子(1926-2003)を出産、その後笹田との間に長男・慎一、次男・雄二など4人の子をもうける。
パヴロワが1941年に軍の慰問公演で訪れた南京で急死すると、鎌倉・七里ヶ浜にあったパヴロワのバレエスクールの運営を補助した。同じくパヴロワの門下生だった島田 廣と不倫関係となり、夫と5人の子を残して出奔。1943年に島田とともに、「服部・島田舞踊団及び研究所」（1946年、服部・島田バレエ団と改称）を設立した。
第二次世界大戦の終了後、蘆原英了の呼びかけによって結成された東京バレエ団に参加し、1946年の第1回公演では『白鳥の湖』の王妃役を務めた。第1期の東京バレエ団は個人バレエ団の集合体に過ぎず、第1回公演が終わった後脱退する団体が次第に増えてゆき、服部・島田バレエ団もその例外ではなかった。8歳からパヴロワの元でバレエを習わせていた娘の繁子も自らのバレエスタジオに呼び寄せ、服部・島田バレエ団を再始動させた後、1956年には当時の首相鳩山一郎の秘書として日ソ国交回復調印式出席のためにモスクワへ随行した。この際にボリショイ・バレエ団の来日公演実現に向けて尽力し、翌1957年には初の来日公演が実施された。ボリショイ・バレエ団の来日公演実現は、東京バレエ団消滅後疎遠となっていた当時の関係者たちを再び結び付け、それは1958年の日本バレエ協会結成へと繋がっていった。後の日本バレエ協会の法人化（1974年）に伴い、初代会長に就任している。娘・繁子は、戦後の日本国民への情報操作工作のために送り込まれたCIA諜報員のダニエル・スタンレー・ワトソンと1954年に結婚して退団し、夫の転任により東南アジアを経て、1960年代から亡くなるまでメキシコで暮らした。
1965年に服部・島田バレエ団の活動を休止させて島田とともにフランスへ渡り、パリ芸術座バレエ団に参加した。1969年の帰国後は日本バレエ界の発展とバレエの普及に尽力し、「ママ」という愛称で日本バレエ界の関係者に親しまれていた。日本バレエ協会の会長としての職務や後進へのバレエ指導を手掛ける傍ら、第二国立劇場（現在の新国立劇場）の開場に向けて設立準備委員を務めていた。1984年3月、メルパルクホールで「第7回全国合同バレエの夕べ」のリハーサル中に倒れて死去した。日本バレエ協会は服部の功績を称え、1985年に「服部智恵子賞」を制定している。著書に『『服部ママ』口伝 バレエ花伝書-バレエを愛するすべての人に-』（1990年）がある。
　